# Delta Έvrou kai Dytikos Vrachiοnas
Delta Έvrou kai Dytikos Vrachiοnas este o arie protejată (arie specială de conservare — SAC, sit de importanță comunitară — SCI) din Grecia întinsă pe o suprafață de 9.634,65 ha, integral pe uscat.

## Localizare
Centrul sitului Delta Έvrou kai Dytikos Vrachiοnas este situat la coordonatele 40°47′46″N 26°02′27″E / 40.796063°N 26.040903°E.

## Înființare
Situl Delta Έvrou kai Dytikos Vrachiοnas a fost declarat sit de importanță comunitară în august 1996 pentru a proteja 18 specii de animale. Situl a fost protejat și ca arie specială de conservare în martie 2011.

## Biodiversitate
Situată în ecoregiunile marină mediteraneană și mediteraneană, aria protejată conține 16 habitate naturale: Bancuri de nisip acoperite în permanență slab de apă marină, Estuare, Terase mlăștinoase și terase nisipoase neacoperite de apă la reflux, Lagune de coastă, Golfuri mici largi și golfuri puțin adânci, Vegetație anuală la limita mareei, Salicornia și alte specii anuale care populează regiunile mlăștinoase și nisipoase, Pășuni mediteraneene udate de apa mării (Juncetalia maritimi), Tufărișuri halofile mediteraneene și termo-atlantice (Sarcocornetea fruticosi), Stepe sărăturate mediteraneene (Limonietalia), Dune mobile cu vegetație embrionară, Dune mobile de-a lungul țărmului cu Ammophila arenaria („dune albe”), Dune cu Euphorbia terracina, Lacuri eutrofice naturale cu vegetație de tip Magnopotamion sau Hydrocharition, Cursuri de apă de la nivel de câmpie la nivel montan, cu vegetație Ranunculion fluitantis și Callitricho-Batrachion, Galerii și tufărișuri riverane sudice (Nerio-Tamaricetea și Securinegion tinctoriae).
La baza desemnării sitului se află mai multe specii protejate:
- amfibieni (2): buhai de baltă cu burta roșie (Bombina bombina), Triturus karelinii
- mamifere (3): vidră de râu (Lutra lutra), marsuin (Phocoena phocoena), delfin mare (Tursiops truncatus)
- pești (7): Alosa fallax, Aphanius fasciatus, avat (Aspius aspius), Barbus cyclolepis, Cobitis taenia Complex, boarță (Rhodeus amarus), câră (Sabanejewia balcanica)
- reptile (6): Elaphe sauromates, țestoasa de baltă (Emys orbicularis), Mauremys rivulata, Testudo graeca, țestoasă bănățeană (Testudo hermanni), elaphe situla (Zamenis situla)

Pe lângă speciile protejate, pe teritoriul sitului au mai fost identificate 3 specii de plante, 5 specii de amfibieni, 8 specii de mamifere, 1 specie de nevertebrate, 2 specii de pești, 15 specii de reptile.